# Białoruskie Centrum Narodowe
Białoruskie Centrum Narodowe (biał. Беларускі нацыянальны цэнтр) – białoruskie kolaboracyjne przedstawicielstwo narodowe w Niemczech na początku II wojny światowej.
Utworzone zostało 19 czerwca 1941 r. w Berlinie. W jego skład weszli działacze Białoruskiego Komitetu Samopomocy (BKS) i Białoruskiego Przedstawicielstwa. Na czele Centrum stanął Mikoła Szczors, a w skład jego kierownictwa weszli Radasłau Astrouski, Mikałaj Szkialonak, przewodniczący BKS, Witaut Tumasz, przedstawiciel BKS w Łodzi, ksiądz Wincent Hadleuski, przewodniczący Białoruskiego Komitetu w Warszawie, Anatol Szkućka, przewodniczący Białoruskiego Przedstawicielstwa, Czasłau Haniauka. Centrum pełniło rolę przedstawicielstwa wszystkich białoruskich organizacji narodowych z Niemiec, Generalnego Gubernatorstwa i innych krajów, zaś w przyszłości miało się stać zalążkiem władz niepodległego państwa białoruskiego. Mikoła Szczors wraz z W. Tumaszem 13 lipca 1941 r. wysłali memorandum do Adolfa Hitlera, w którym opowiadali się za stworzeniem niepodległej Białorusi pod niemieckim protektoratem. Führer odpowiedział, że weźmie propozycję pod uwagę. Krótko po ataku wojsk niemieckich na ZSRR i zajęciu Białorusi, Białoruskie Centrum Narodowe zostało rozwiązane. Jego działacze objęli czołowe funkcje w niemieckiej administracji okupacyjnej na terenach białoruskich i rosyjskich oraz w Generalnym Gubernatorstwie.